# Процедура ампаро
Процедура ампаро (исп. recurso de amparo, juicio de amparo) — средство для защиты конституционных прав, характерное для ряда правовых систем. В некоторых правовых системах, преимущественно испаноязычного мира, ампаро является эффективным и недорогим инструментом защиты индивидуальных прав.
Процедура ампаро, как правило, проводится верховным или конституционным судом и выполняет двойную защитную цель: она защищает гражданина и его основные гарантии; а также защищает саму конституцию, гарантируя, что её принципы не нарушены актами или действиями государства, которые подрывают основные права, провозглашённые в ней. Она напоминает в некоторых чертах такие конституционные средства, как судебное постановление о защите в Бразилии и конституционная жалоба в Германии.
Во многих странах процедура ампаро предназначена для защиты всех прав, которые не защищены ни конституцией, ни специальным законом с конституционным статусом, например, право на физическую свободу, которая может быть защищена по Хабеас корпус. Таким образом, в то время, как Хабеас корпус гарантирует физическую свободу, а Хабеас дата защищает право на неприкосновенность личной информации, ампаро защищает другие основные права. Таким образом, ей может воспользоваться любой человек, который считает, что какое-то из его прав, охраняемых конституцией или другим законом (или ратифицированным международным договором), явно или неявно нарушается.

## Зарождение института в Мексике
Мексиканская ампаро стала первой в своём роде и служила в качестве модели для других судебных систем. На Филиппинах Верховный судья Рейнато Пуно отметил, что процедура ампаро, используемая в стране, была заимствована из Мексики: процедура ампаро является исконно мексиканской юридической процедурой по защите прав человека. Слово «ампаро» в переводе с испанского означает «защита». В 1837 году в Мексике появилась книга де Токвиля «Демократия в Америке», изложенное в ней описание практики судебного пересмотра в США повлияло на многих мексиканских юристов. Мексиканский судья Мануэль Крессенсио Рехон разработал конституционное положение для родного штата Юкатан (требовавшего независимости от Мексики), которое уполномочивало юристов защищать всех лиц в контексте осуществления ими своих конституционных и законных прав. В 1847 году это положение было включено в Конституцию страны. Процедура ампаро распространилась во многих странах западного полушария, принимая различные формы. Ампаро стала, по словам мексиканского судьи Федерального Верховного суда, «задачей донести до мирового правового наследия те институты, которые, как щит человеческого достоинства, зачали свою болезненную историю».
Эволюция и трансформация ампаро была результатом попытки достичь нескольких целей:
- Ампаро де либертад (исп. amparo de libertad) — для защиты личной свободы, эквивалентна Хабеас корпус;
- Ампаро контра лейес (исп. amparo contra leyes) — для судебного рассмотрения конституционности законодательных актов;
- Ампаро касасьон (исп. amparo casación) — для судебного рассмотрения конституционности и законности судебного решения;
- Ампаро комо контенсьёсо административо (исп. amparo como contencioso-administrativo) — для судебного пересмотра административных решений и действий;
- Ампаро аграрио (исп. amparo en materia agraria, ejidal y comunal) — для защиты прав крестьян, возникших в ходе аграрной реформы[9].

В Мексике процедура ампаро закреплена в статьях 103 и 107 Конституции — судебный пересмотр действий правительства, дающий государственным судам полномочия для защиты своих граждан от злоупотреблений государственных органов. Ампаро была разделена на 5 видов:
- Ампаро о свободе;
- Ампаро о конституционности;
- Судебная или «кассационная» ампаро, о конституционности применения закона судом;
- Административная ампаро;
- Аграрная ампаро[10].

## Распространение по Латинской Америке и Карибам
Ампаро также юридически закреплена в ряде правовых систем Латинской Америке. В настоящее время данный институт существует в Боливии, Чили, Коста-Рике, Эквадоре, Сальвадоре, Гватемале, Гондурасе, Никарагуа, Панаме, Парагвае, Перу, Бразилии и Аргентине.
Ампаро в Аргентине — ограниченная, оперативная, экстренная процедура, и часто является лишь дополнением. Требует предшествующего исчерпания административных средств защиты до исполнения судебного постановления или запрета. Используется в денежных спорах и уголовном праве, не используется в делах о личных оскорблениях и спорах о неконституционности.
В Чили термин «процедура ампаро» относится к тому, что известно в сравнительном праве как Хабеас корпус. Эквивалентом ампаро в Чили является институт «средство правовой защиты».
В Колумбии Конституцией 1991 года была внедрена система под названием «мера опеки». Юридическая процедура напоминает ампаро, но изменена, чтобы использоваться в случаях непосредственной угрозы любому гражданину Колумбии. По мнению Конституционного суда (решение T-451 от 10 июля 1992 года), право или должно быть законодательно признано фундаментальным, или должно признаваться таковым в ходе судебной практики; это означает, что Конституция не даёт исчерпывающего перечня фундаментальных прав, поэтому к ним можно отнести и другие права, которые не содержит глава I раздела II Конституции.
Юристы Гаити, близкие к Совету прогрессивных юристов, извлекли уроки из филиппинского опыта и говорят, что готовятся внести предложение правительству ввести процедуру ампаро в качестве средства защиты от похищений людей, произвольных арестов и пыток.

## Распространение по миру

### Испания
В соответствии с действующей Конституцией Испании 1978 процедура ампаро может быть начата любым физическим или юридическим лицом, отечественным или зарубежным, а также прокурором и омбудсменом, в Конституционном суде. Её функция заключается в защите прав, закреплённых в Конституции — основных прав, содержащихся в преамбуле и первой секции главы II раздела I; защите прав, закреплённых в статьях 14—29 Конституции, а также права на отказ от военной службы в соответствии со статьёй 30.
Это вспомогательное средство, которое требует, чтобы на момент обращения в Конституционный суд все альтернативные соответствующие средства были исчерпаны в судах общей юрисдикции.

### Филиппины
Процедуры ампаро и Хабеас дата являются прерогативными постановлениями, введёнными на Филиппинах, чтобы побороть неэффективность Хабеас корпус (правило 102, Переработанный Регламент Суда). Ампаро означает защиту, в то время как Хабеас дата — доступ к информации. Обе процедуры были введены с 1999 года, чтобы разрешить проблему внесудебных казней и похищений людей.
16 июля 2007 года Верховный судья Филиппин Рейнато Пуно и судья Адольфо Азкуна официально объявили о законодательном закреплении на Филиппинах процедуры ампаро. Это случилось в отеле «Манила» на историческом национальном саммите по вопросу о внесудебных убийствах и похищениях людей.
25 августа 2007 года Рейнато Пуно выступил с лекцией в правовом колледже Силлиманского университета в Думагете о будущей правовой концепции-близнеца ампаро, дополнительного Филиппинского Хабеас дата. В октябре Пуно судебным распоряжением объявил о правовом закреплении этих процедур-близнецов в качестве своего наследия филиппинской нации. Пуно признал неэффективность Хабеас корпус в той форме, которая закреплена правилом 102, Регламента Суда, поскольку государственные должностные лица часто не могли обеспечить защиту прав человека.
С целью восстановления истины Хабеас дата не только заставляет военных и государственных агентов предоставить информацию об исчезнувших, но требует разрешения доступа к военным и полицейским файлам. Процедура ампаро Рейнато Пуно запрещает военным отказываться от дачи показаний в ходе судебного разбирательства об исчезновении людей или внесудебных казнях, Хабеас корпус подобного запрета не содержал.
Верховный суд Филиппин объявил, что проект руководящих принципов Комитета по пересмотру регламента относительно процедуры ампаро был утверждён 23 сентября 2009 года, через два дня суд обговорил его в полном составе.